# Euryalida
Ordre
Les Euryalida sont un ordre d'ophiures (échinodermes). Ce sont de grandes ophiures planctonivores d'eaux sombres.

## Description

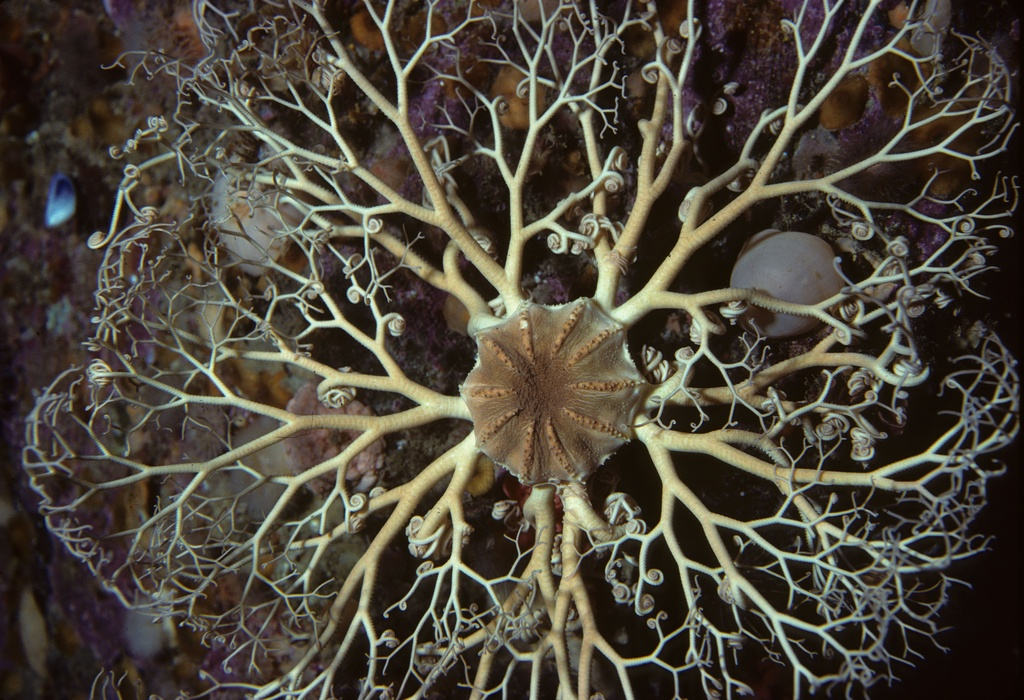
Gorgonocephalus arcticus à Terre-Neuve.

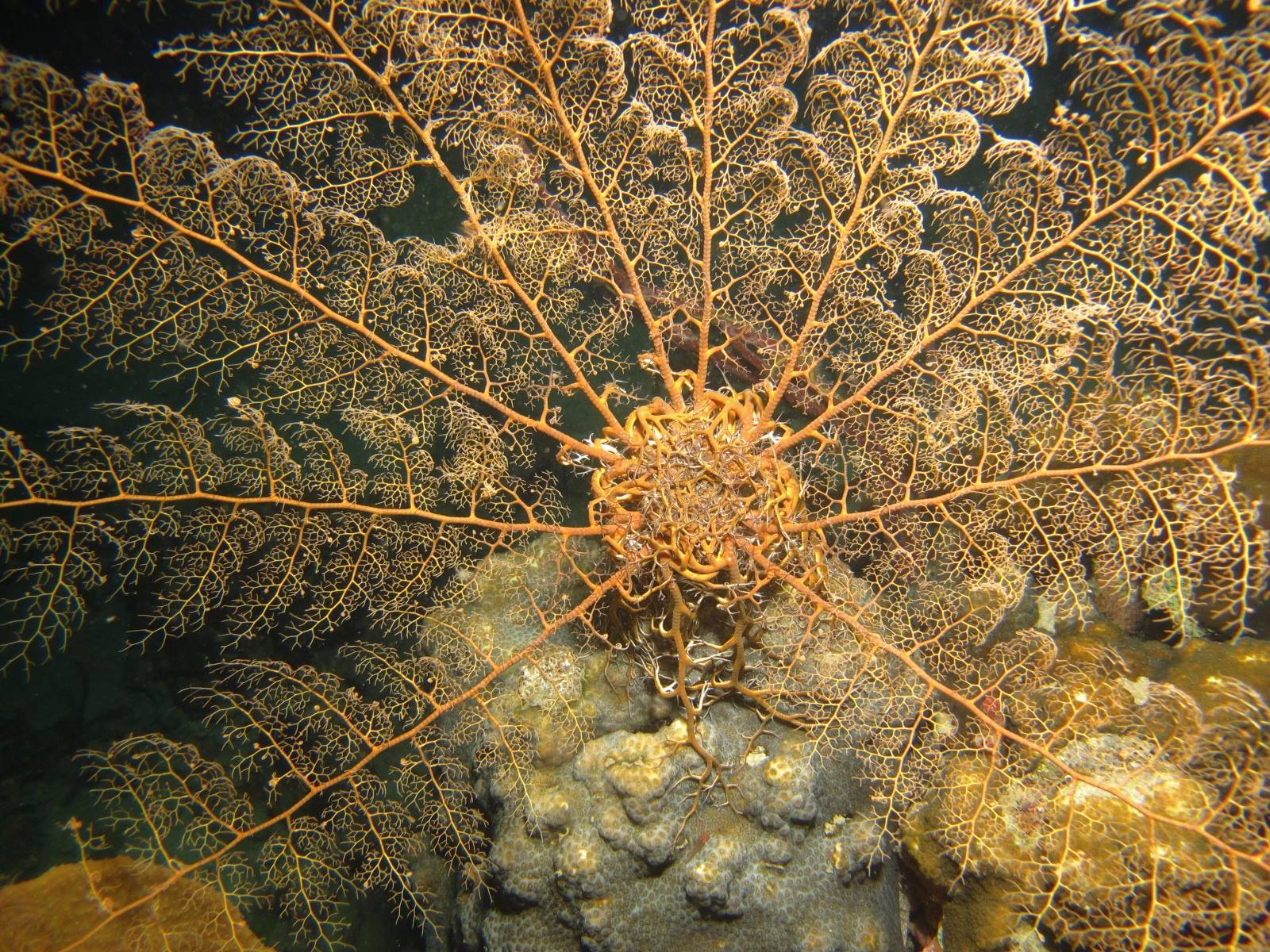
Astrophyton muricatum déployé aux Caraïbes.

Cet ordre compte principalement de grandes ophiures planctonivores, pourvues de grands bras allongés et éventuellement ramifiés, permettant de filtrer l'eau de mer en piégeant le plancton, un peu à la manière de leurs cousins les crinoïdes (ou les étoiles de mer de l'ordre des Brisingida). La plupart des espèces sont assistées dans cette activité par des pédicellaires, trait unique chez les ophiures. Elles vivent le plus souvent tassées en boule pendant la journée, et étendent leurs bras la nuit tombée pour se nourrir ; cependant de nombreuses espèces sont abyssales et ne connaissent pas ces variations. En effet, ces animaux vivent le plus souvent dans les eaux froides ou très profondes, à l'abri des prédateurs auxquels leur mode de nourrissage les exposerait. Toutefois, quelques espèces de gorgonocéphales sont visibles à faible profondeur dans des eaux chaudes (comme Astrophyton muricatum aux Caraïbes) ou tempérées (Astrospartus mediterraneus en Méditerranée). 
L'ordre se divise en deux morpho-groupes : d'une part les espèces à bras allongés mais non ramifiés (« serpent stars » en anglais), et d'autre part celles aux bras très ramifiés (« basket stars » en anglais, la plupart des Gorgonocephalinae et le genre Euryale). Ces deux morpho-groupes sont cependant paraphylétiques, des ophiures à cinq bras non ramifiés étant présentes dans toutes les familles. 
On compte approximativement 177 espèces au sein des 3 familles de cet ordre.

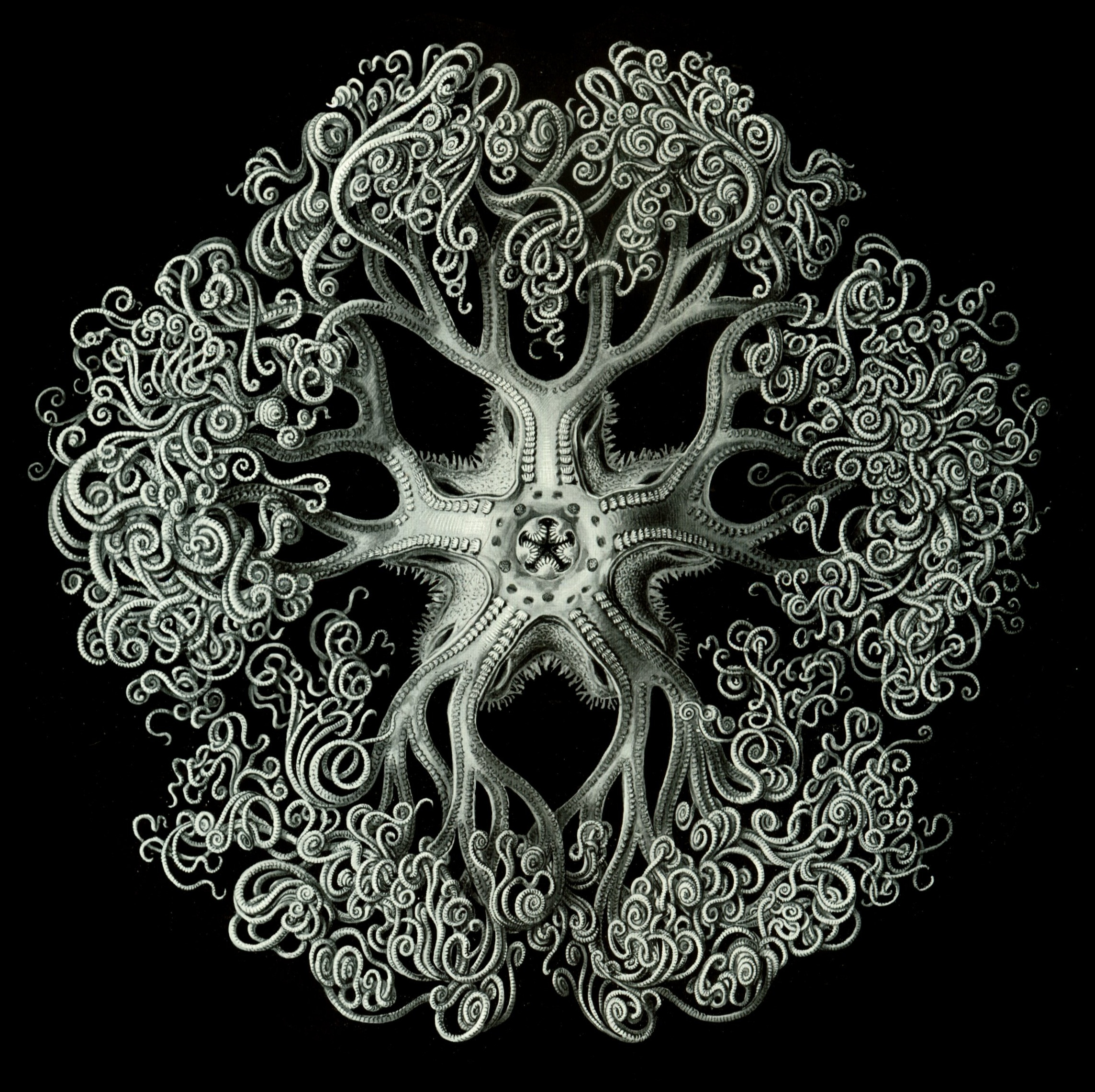
Une Gorgonocephalus repliée, dessinée par Ernst Haeckel (F.A.N., 1904).
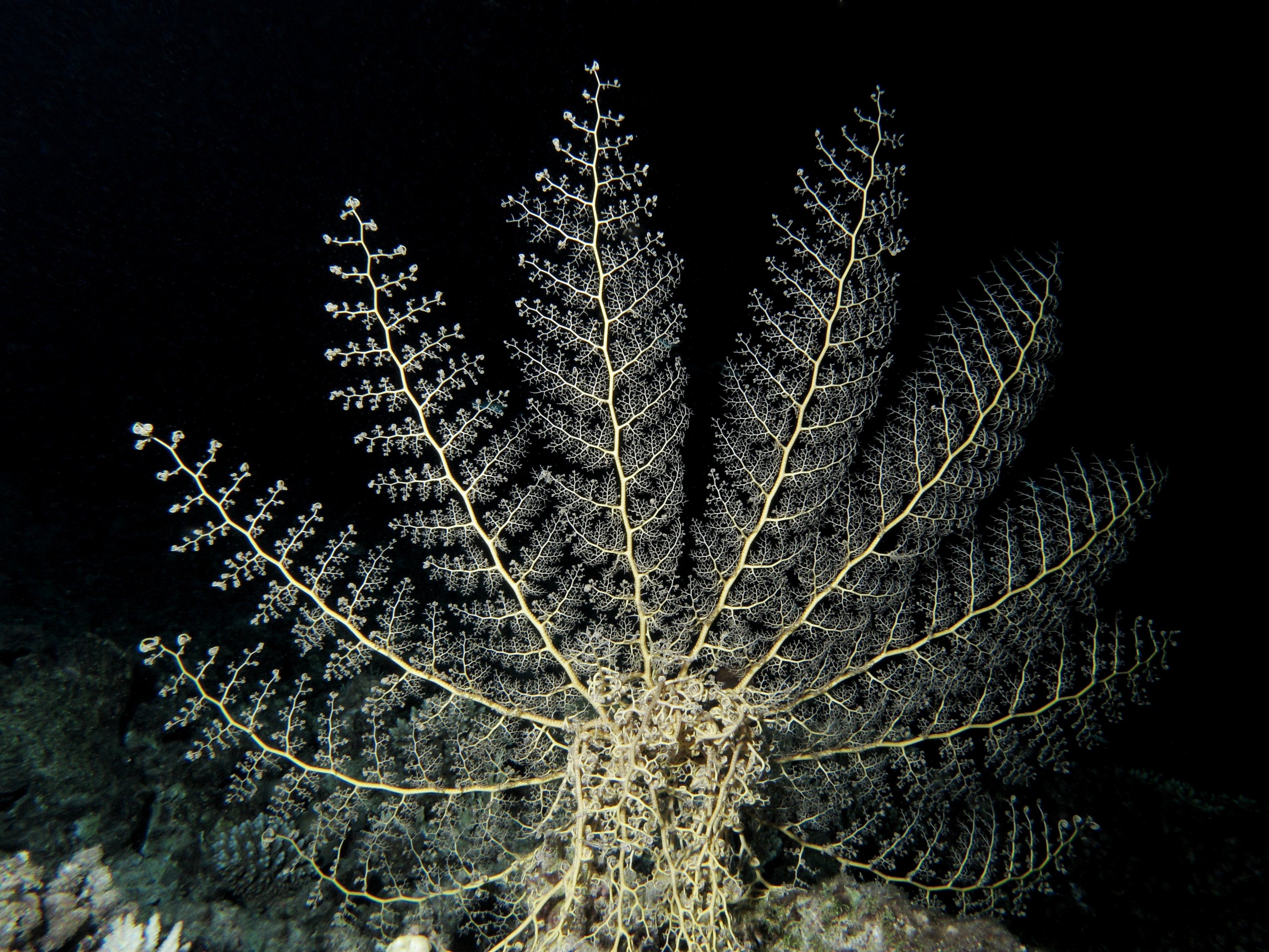
Une gorgonocéphale se nourrissant de nuit en Mer Rouge.
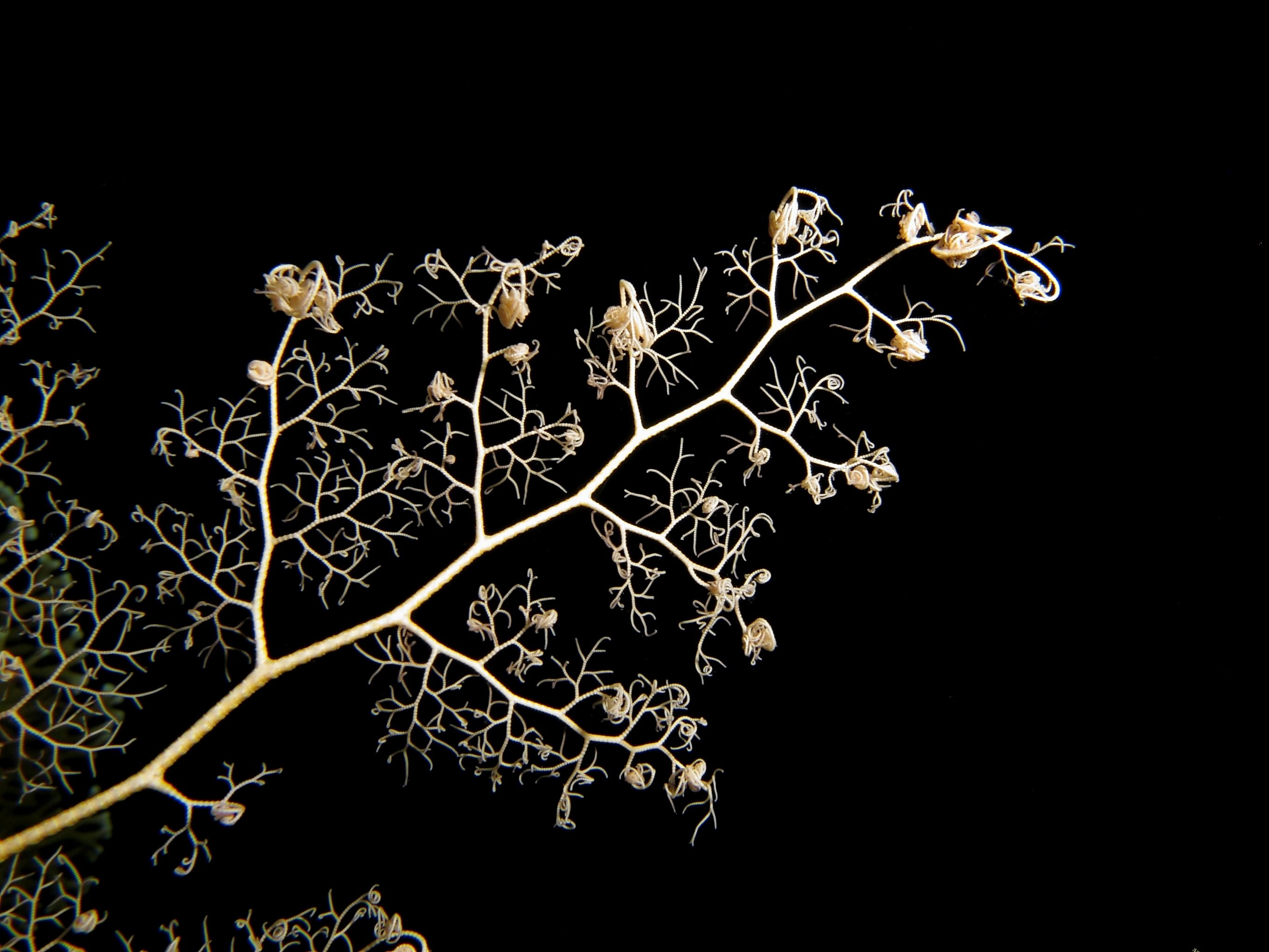
Gros plan sur un bras de gorgonocéphale.
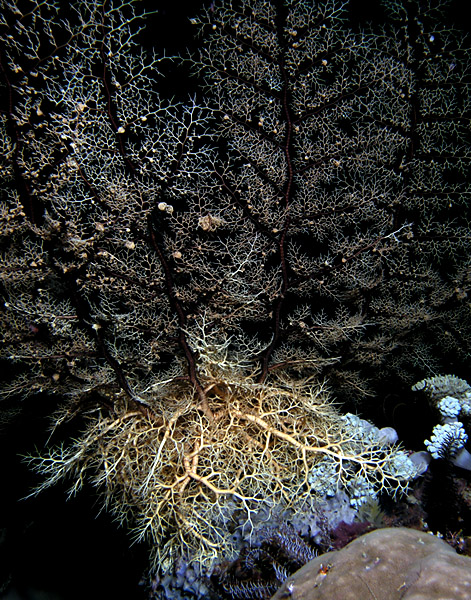
Astroboa granulatus
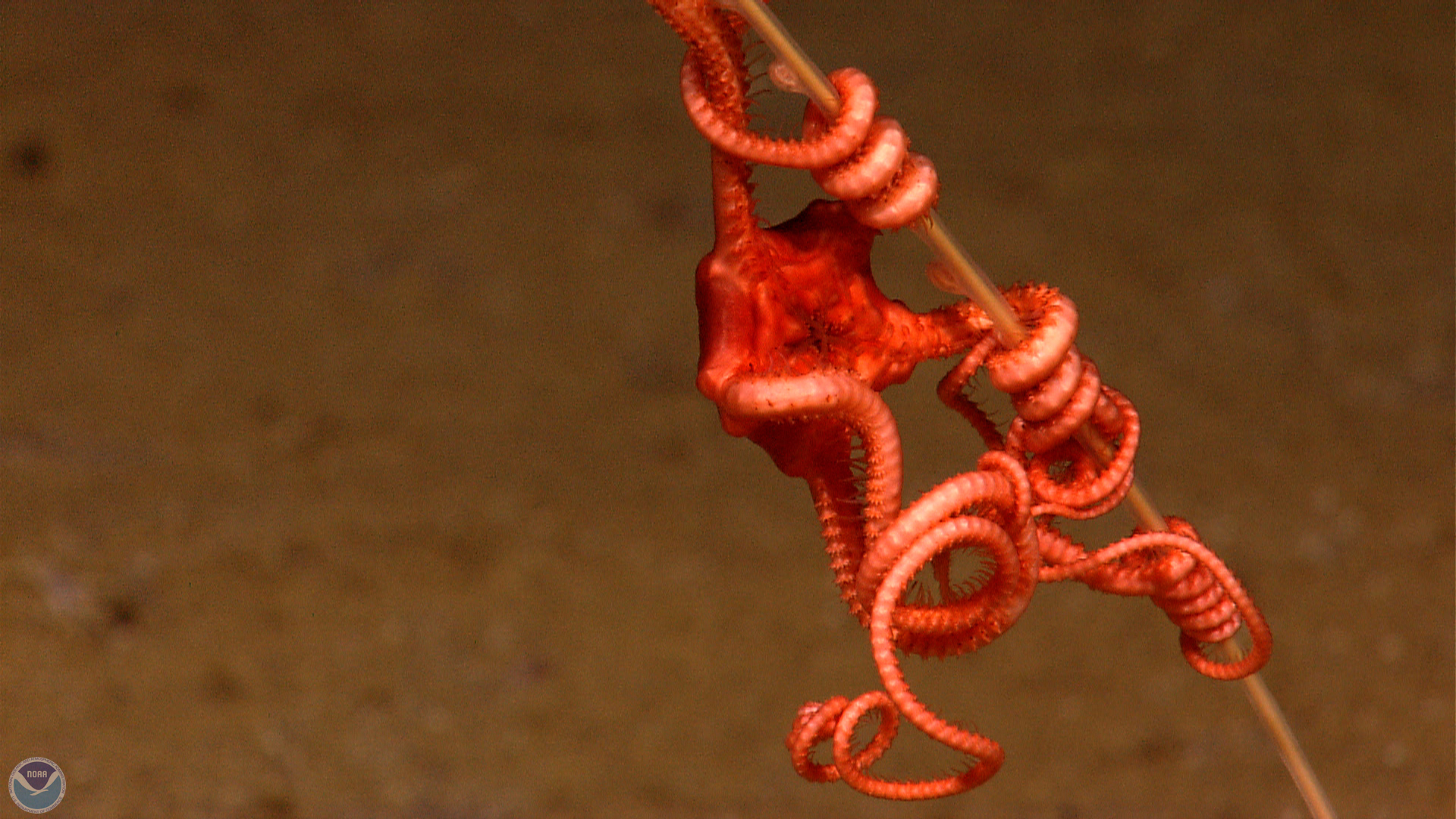
Une Euryalida abyssale aux bras simples.

## Liste des familles
Selon World Register of Marine Species (24 mars 2018) :
- ordre Euryalida Lamarck, 1816

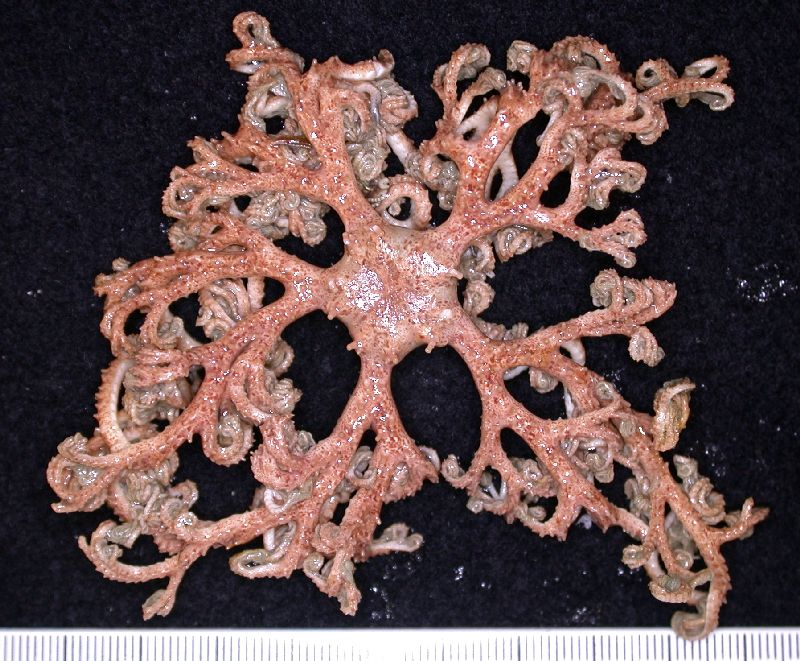
Faux-ami : le genre Euryale est le seul ramifié à ne pas faire partie des Gorgonocephalidae.

  - famille Asteronychidae Ljungman, 1867 -- 4 genres (11 espèces)
  - famille Euryalidae Gray, 1840, emended Okanishi et al., 2011 -- 11 genres (89 espèces)
  - famille Gorgonocephalidae Ljungman, 1867 -- 34 genres (96 espèces)
    - sous-famille Astrocloninae Okanishi & Fujita, 2018
    - sous-famille Astrothamninae Okanishi & Fujita, 2013
    - sous-famille Astrotominae Matsumoto, 1915
    - sous-famille Gorgonocephalinae Döderlein, 1911

En 2017, une vaste révision a fait basculer les anciennes familles des Asteroschematidae et Astrocharidae dans les Euryalidae.

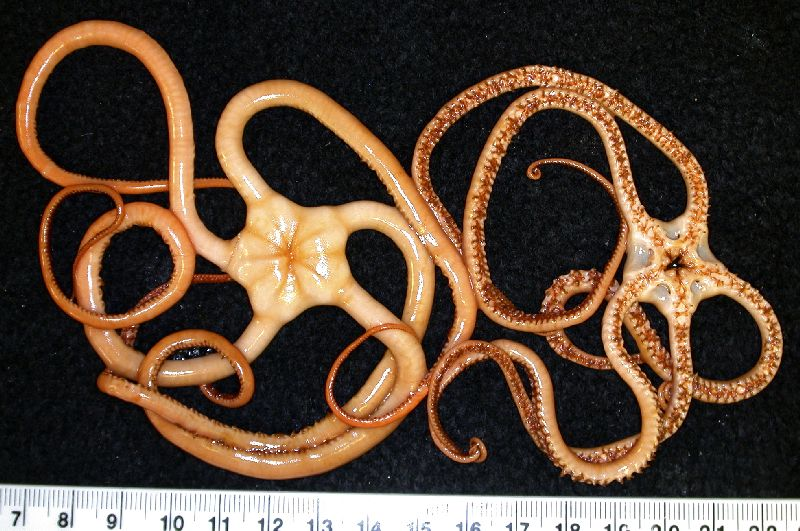
Astrodia tenuispina (Asteronychidae)
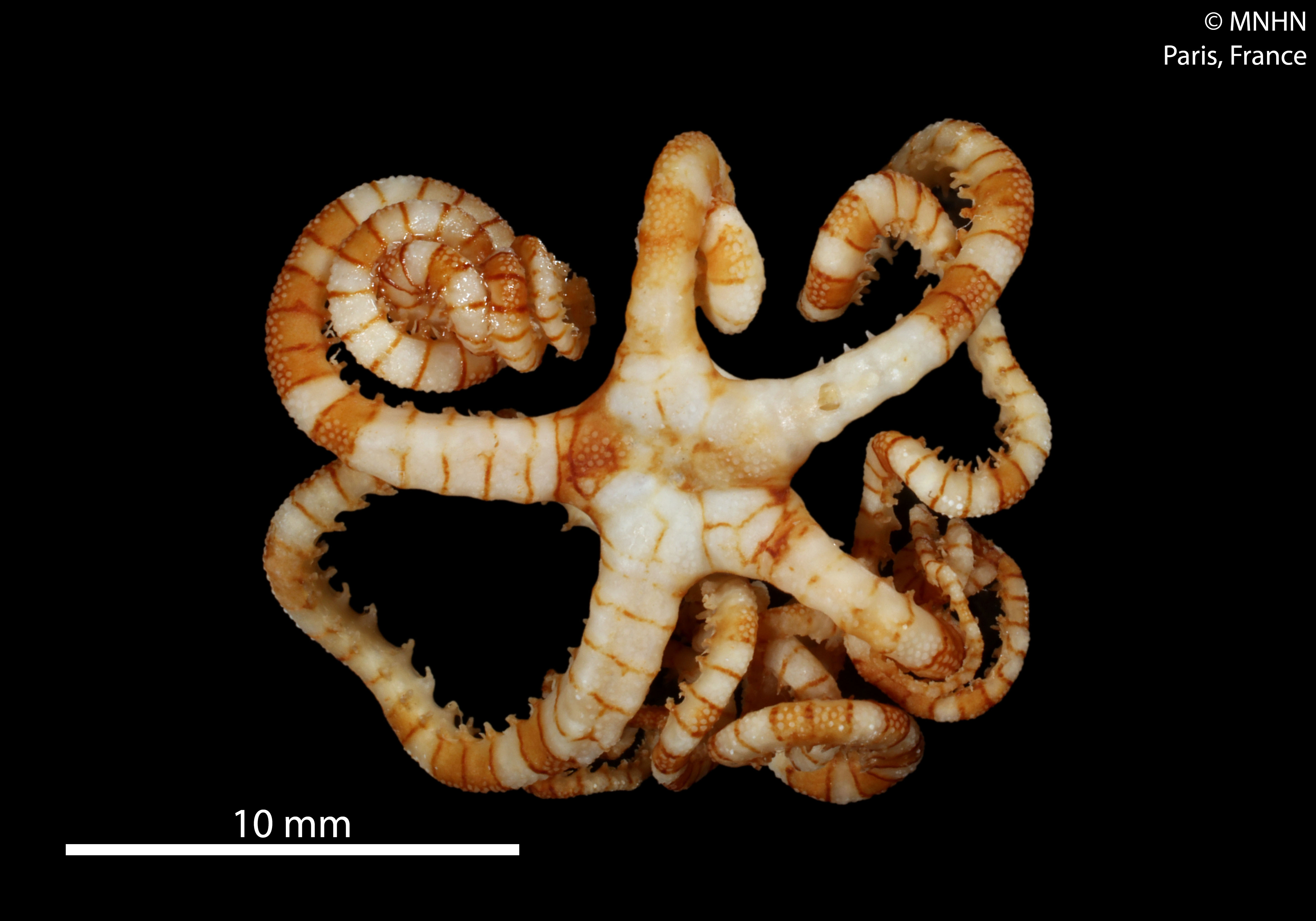
Astroceras aurantiacum (Euryalidae)
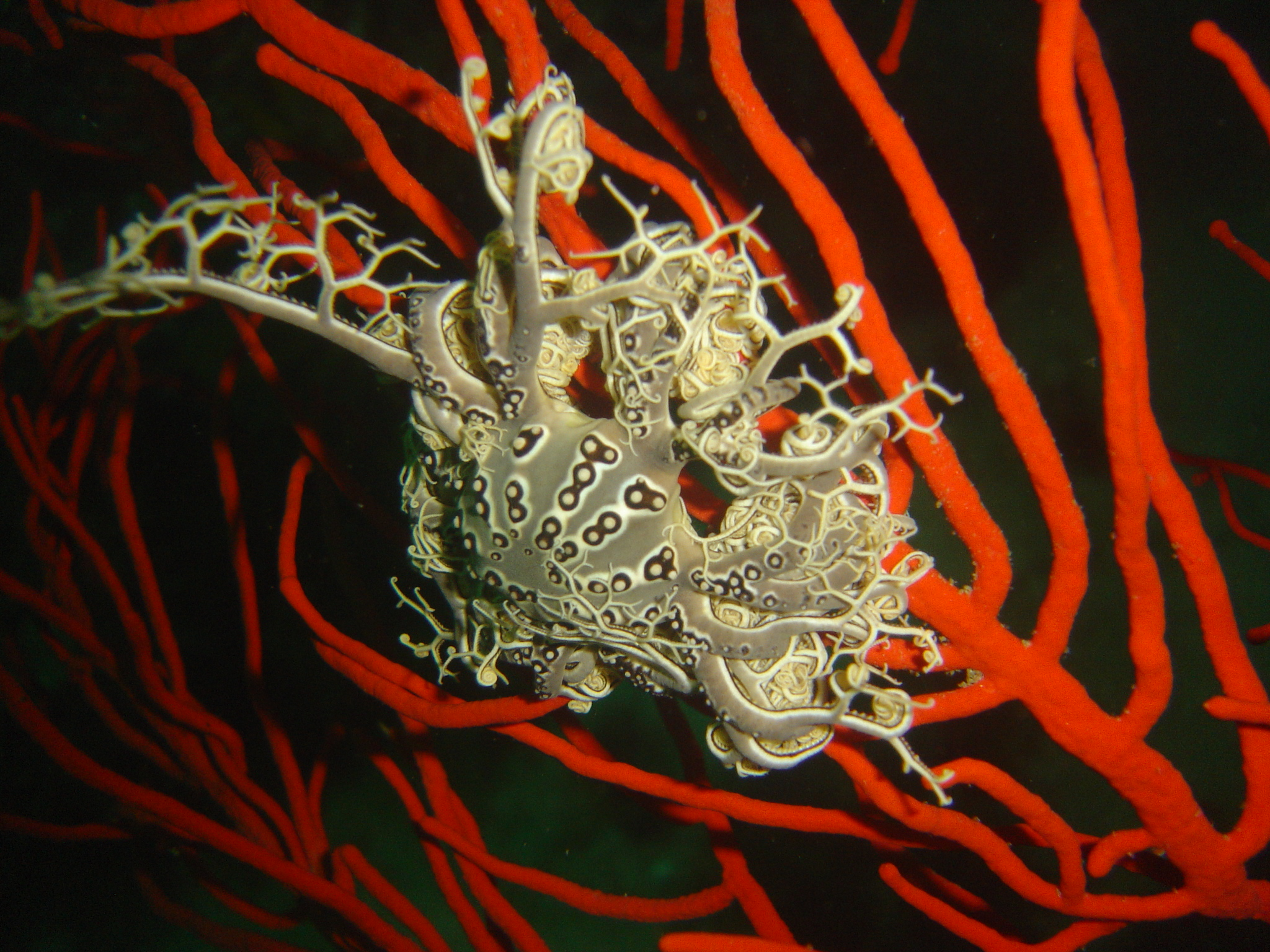
Astrocladus euryale (Gorgonocephalidae)
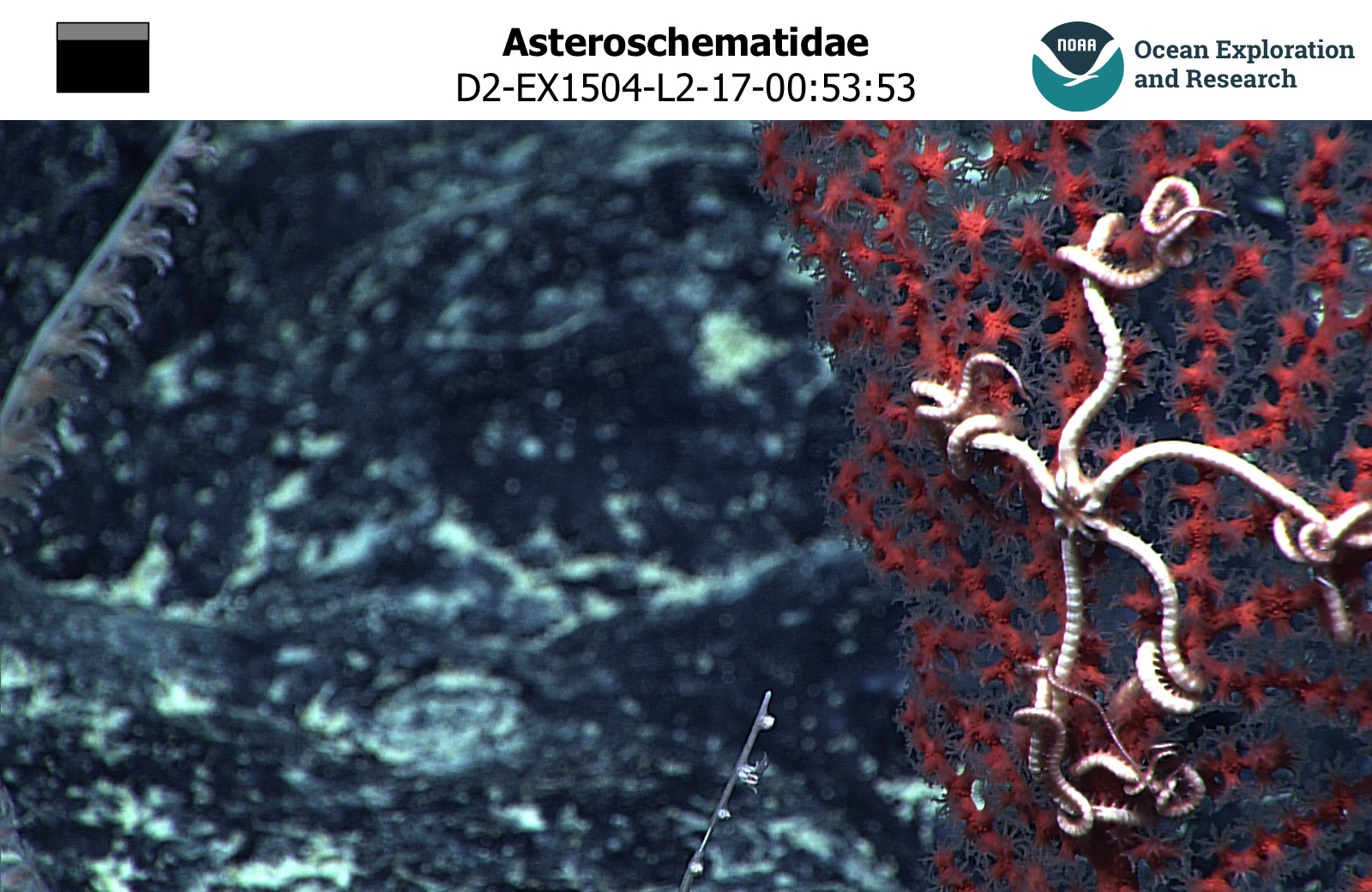
Une ophiure abyssale de l'ex-famille des Asteroschematidae
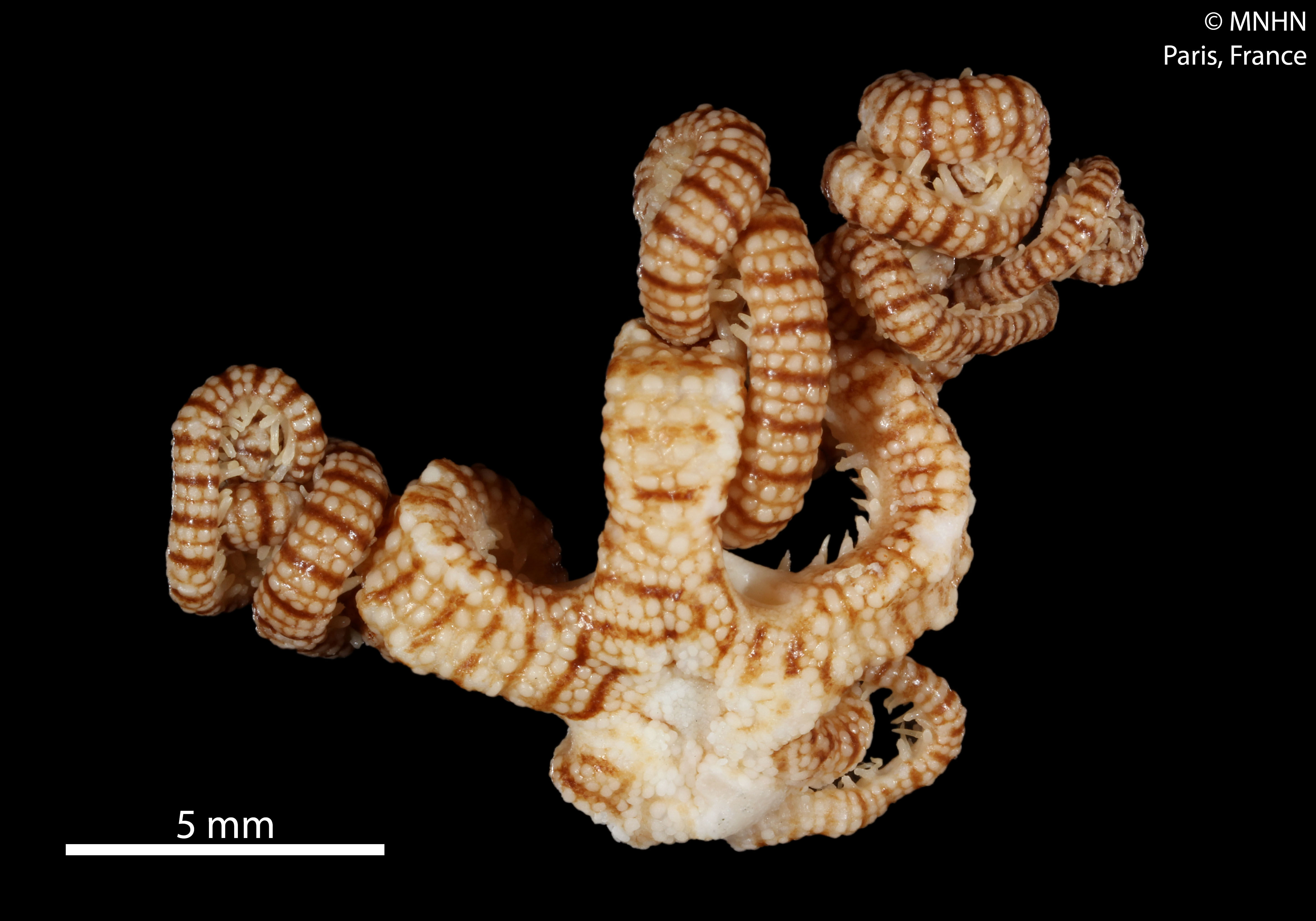
Squamophis lifouensis (ex-Astrocharidae)

## Divers
En octobre 2014, une vidéo virale montrant une gorgonocéphale fait le buzz sur les réseaux sociaux. Il s'agit probablement d'une Euryale aspera, sortie de l'eau par des pêcheurs.